# Bernd Hofmann (Fußballfunktionär)
Bernd Hofmann (* 26. Dezember 1968 in Hennigsdorf) ist ein deutscher Sportfunktionär.

## Leben
Hofmann studierte von 1990 bis 1994 an der Universität Leipzig Sportmarketing sowie Sportmanagement. Nach Abschluss des Studiums bis 1998 fand Hofmann seine erste Anstellung als Geschäftsführer des OSC Berlin.
1998 begann Hofmann unter Präsident Heiner Bertram eine Tätigkeit als Geschäftsführer des 1. FC Union Berlin. Während seiner Amtszeit erreichte der Verein 2001 das Finale des DFB-Pokals, konnte damit in den UEFA Cup einziehen, und stieg in selbiger Saison in die 2. Fußball-Bundesliga auf. Am 1. November 2003 wurde er von seinen Aufgaben freigestellt. In seine Amtszeit fällt die erfolgreiche Sanierung des bis dahin stets finanziell angeschlagenen Traditionsvereins.
Am 28. Juni 2005 gab der 1. FC Magdeburg die Verpflichtung von Hofmann als Manager bekannt. Hier war er maßgeblich für den Bau des neuen Stadions im Jahr 2006 verantwortlich und dem Klub gelang der Aufstieg in die Regionalliga. Im Jahr 2009 verließ er schließlich den Verein.
Am 20. Mai 2010 übernahm Hofmann das Amt des Vorstandsvorsitzenden des F.C. Hansa Rostock. Zwei Monate später, am 8. Juli 2010, wurde er auf einer Managertagung der Vereine der 3. Liga in Frankfurt in den Spielausschuss des DFB gewählt. Diesem DFB-Gremium oblag die Wahrnehmung der Interessen der Vereine und Kapitalgesellschaften der 3. Liga und der Regionalliga.  Mit Hansa Rostock stieg Hofmann 2011 in die 2. Fußball-Bundesliga auf. Zu Beginn der Saison 2011/12 wurde er als Vorstandsvorsitzender auch Geschäftsführer der Ostseestadion GmbH & Co. KG. und musste nach nur einem Jahr Zweitklassigkeit den erneuten Abstieg in die 3. Fußball-Liga hinnehmen. Nachdem der Vorstand auf der Mitgliederversammlung am 25. November 2012 nicht entlastet und ein neuer Aufsichtsrat gewählt worden war, bat Hofmann entsprechend Berichten der Ostsee-Zeitung um die Auflösung seines Vertrages. Im Dezember 2012 wurde diesem Ersuchen stattgegeben. Nachfolgend erklärte auch Sigrid Keler ihren Rücktritt als Finanzvorstand des F.C. Hansa.
Von Oktober 2014 bis Oktober 2019 arbeitete Hofmann als Geschäftsführer der Füchse Berlin Sportpark GmbH, der Vermarktungsgesellschaft der Füchse Berlin e.V. und war zudem seit Juli 2015 als Sportdirektor des Großsportvereins Füchse Berlin e.V. tätig. 
Seit 2021 ist Hofmann der Geschäftsführer des Sport- und Bildungszentrums im brandenburgischen Lindow.
Hofmann ist verheiratet mit der ehemaligen kroatischen Handballspielerin Olivera Oroz und hat mit ihr drei Kinder.